# Andrzej Taborowicz
Andrzej Taborowicz, ps. Jędrek (ur. 21 listopada 1902 w Kępiu, pow. miechowskim, zm. 21 marca 1955) – działacz komunistyczny, poseł do Krajowej Rady Narodowej (1945–1947) i na Sejm Ustawodawczy (1947–1952).

## Życiorys
W dwudziestoleciu międzywojennym działał w KPP i ZMW „Wici”. Organizował strajki robotników rolnych i wiejskiej biedoty. W czasie okupacji niemieckiej współpracował ze Stowarzyszeniem Przyjaciół ZSRR, a w 1942 wstąpił do PPR i został jej rejonowym sekretarzem. Organizował terenowe komórki PPR i placówki GL. Wkrótce wszedł w skład okręgowego kierownictwa PPR w Miechowie. Poszukiwany przez hitlerowców, przeszedł do partyzantki i został zastępcą do spraw polityczno-wychowawczych w oddziale GL dowodzonym przez Tadeusza Grochala „Tadka Białego”. Agitację i propagandę prowadził zarówno wśród GL-owców, jak i okolicznej ludności. Brał udział w niemal wszystkich akcjach swojego oddziału. Na początku 1944 organizował konspiracyjne rady narodowe i struktury PPR i AL. Został członkiem Wojewódzkiej Rady Narodowej w Krakowie. Od 1945 brał udział w przeprowadzaniu reformy rolnej. Od 29 grudnia 1945 był posłem do Krajowej Rady Narodowej, reprezentując PPR. Zgłoszony został przez Wojewódzką Radę Narodową w Krakowie. W latach 1947–1952 był posłem na Sejm Ustawodawczy.
Pochowany w alei zasłużonych cmentarza Rakowickiego w Krakowie (kwatera LXVII-płd 2-4).

## Ordery i odznaczenia
- Order Krzyża Grunwaldu III klasy (12 czerwca 1946)[2]
- Medal 10-lecia Polski Ludowej (17 stycznia 1955)[3]

## Upamiętnienie
Jedna z ulic w Miechowie została nazwana imieniem Andrzeja Taborowicza.
Do 1991 był patronem jednej z ulic w Krakowie (obecna nazwa: Szerokie Łąki).